# Магеланов гмурец
Магелановият гмурец (Podiceps major) е вид птица от семейство Podicipedidae.

## Разпространение и местообитание
Разпространен е в Аржентина, Бразилия, Парагвай, Перу, Уругвай, Фолкландски острови, Чили и Южна Джорджия и Южни Сандвичеви острови.